# 2011 à Madagascar
Cet article présente les faits marquants de l'année 2011 à Madagascar.

## Évènements
- Lundi 14 février 2011 : le nord de Madagascar a été frappé par le cyclone tropical Bingiza accompagné de vents soufflant à 180 km/h et de pluies abondantes. La baie d’Antongil, les districts de Maroantsetra, de Mananara-Avaratra, d’Analanjirofo de Sava et de Sofia, ont été touchés. Dans le district de Mananara-nord 80 % des bâtiments ont perdu leurs toits[1].

- Vendredi 18 février 2011 : l'ex-président Marc Ravalomanana, en exil en Afrique du Sud depuis près de deux ans, annonce son retour pour le 19 février. En août dernier, il a été condamné par contumace aux travaux forcés à perpétuité[2].

- Samedi 19 février 2011 : l’ancien président Marc Ravalomanana a tenté de rentrer dans son pays par un vol régulier mais une compagnie aérienne lui a refusé l’embarquement à Johannesbourg à la suite de l'intervention de l’Aviation civile malgache le signalant comme « persona non grata » à Madagascar[3].

- Lundi 21 février 2011 : l’ancien président Marc Ravalomanana a demandé « instamment » à l’Union africaine d'intervenir auprès du régime en place à Madagascar pour qu'il lève son interdiction de retour[4].

- Jeudi 3 mars 2011 : le bilan du cyclone tropical Bingiza qui a frappé le nord de Madagascar est de 34 morts, de 216 000 sinistrés et 105 000 hectares de terres agricoles dévastées[5].

- Mercredi 6 avril 2011 : une intoxication alimentaire due à des sardinelles contaminées aux algues à Tuléar (sud-ouest) fait 14 morts et 75 hospitalisés[6].

- Mardi 19 avril 2011 : l'Union européenne a imposé « des restrictions d'exploitation » dans son espace aérien à deux avions Boeing 767 de la compagnie Air Madagascar desservant Paris et Marseille et ceux des compagnies du Mozambique, jugées "pas sûres"[7].